# Hannes Löhr
Hannes Löhr (Eitorf, 5 juli 1942 – Keulen, 29 februari 2016) was een Duits profvoetballer.
Löhr begon zijn carrière in 1951 bij SV Eitorf 09. Van 1962 tot 1964 kwam hij uit voor Sportfreunde 05 Saarbrücken. In 1964 werd hij profvoetballer bij 1. FC Köln, waarvoor hij veertien jaar zou uitkomen.
Hij speelde 20 keer voor het West-Duits voetbalelftal, scoorde vijf keer en nam in 1970 deel aan het WK. Op het door West-Duitsland gewonnen EK van 1972 maakte hij deel uit van de selectie echter speelde geen wedstrijden.
Tussen 1983 en 1986 was hij coach van de 1. FC Köln. Van 1986 tot 2002 gaf hij leiding aan het Duits voetbalelftal onder 21.
Hij overleed in 2016 op 73-jarige leeftijd.
1 Maier ·
2 Höttges ·
3 Breitner ·
4 Schwarzenbeck ·
5 Beckenbauer  ·
6 Wimmer ·
7 Grabowski ·
8 Hoeneß ·
9 Heynckes ·
10 Netzer ·
11 E. Kremers ·
13 Müller ·
14 Vogts ·
15 Bonhof ·
16 Bella ·
17 Löhr ·
18 Köppel ·
22 Kleff ·
Coach: Schön